# 夜よりほかに聴くものもなし
『夜よりほかに聴くものもなし』（よるよりほかにきくものなし）は、山田風太郎の連作短編集。初出は雑誌『時』1962年1月号 - 10月号。

## 概要
冴えないベテラン刑事の八坂が、犯人に同情しつつも毎回「それでも俺は、君に手錠をかけねばならん」と呟き、犯人を逮捕する連作短編集。社会派ミステリであり、推理要素には乏しい。
表題は、ポール・ヴェルレーヌの詩の一節「からす麦、しげった中の立ちばなし、夜よりほかに聴くものもなし」の一節による。

## シリーズ一覧
- 第一話　証言
- 第二話　精神安定剤
- 第三話　法の番人
- 第四話　必要悪
- 第五話　無関係
- 第六話　黒幕
- 第七話　一枚の木の葉
- 第八話　ある組織
- 第九話　敵討ち
- 第十話　安楽死

## テレビドラマ
第六話「黒幕」を原作とした『夜が明けたら』が円谷プロダクション制作の『恐怖劇場アンバランス』の第7話として1973年2月19日に放映された。制作は1969年 - 1970年に行われた。
タイトルの『夜が明けたら』は、劇中で浅川マキが歌う曲のタイトルでもある。

### キャスト
- 服部幸吉：西村晃
- 納谷刑事：山本麟一
- 服部笛子：夏珠美
- 虻川：根岸一正
- 駒根木：矢野間啓治
- 長坂：吉田潔
- 山田つね子：山本一栄
- ズベ公：木下桂子
- BG：栗田幸子
- アベックの女：福光洋子
- 飲み屋の女将：新田喜美江
- 金沢きく：三田登喜子
- 歌手：浅川マキ
- 八坂刑事：花沢徳衛
- 会社員：勝田俊昭
- その妻：尾崎節子
- 大学生：新井孝文
- 刃物屋の女将：中村由紀子
- 予告ナレーション：村越伊知郎
- 解説：青島幸男

### スタッフ
- 監修：円谷英二
- プロデューサー：熊谷健（円谷プロダクション）、新藤善之（フジテレビ）
- 脚本：滝沢真里
- 音楽：冨田勲
- 撮影：大津幸四郎
- 照明：須崎利行
- 美術：鈴木儀雄
- 編集：田村嘉男
- 記録：林保代
- 効果：小森護雄
- 音響：明田川進
- 制作主任：高山篤
- 録音：キヌタ・ラボラトリー
- 現像：東京現像所
- 協力：青山・サド侯爵
- 助監督：志村広
- 監督：黒木和雄
- 制作：円谷プロダクション、フジテレビ
- 挿入歌「夜が明けたら」作詞・作曲・歌：浅川マキ、編曲：山本幸三郎

| フジテレビ系列 恐怖劇場アンバランス             | フジテレビ系列 恐怖劇場アンバランス | フジテレビ系列 恐怖劇場アンバランス             |
| 前番組                                          | 番組名                              | 次番組                                          |
| ----------------------------------------------- | ----------------------------------- | ----------------------------------------------- |
| 地方紙を買う女 （原作：松本清張） （1973.2.12） | 夜が明けたら （1973.2.19）          | 猫は知っていた （原作：仁木悦子） （1973.2.26） |